# Planchonella rheophytopsis
Planchonella rheophytopsis är en tvåhjärtbladig växtart som beskrevs av Pieter van Royen. Planchonella rheophytopsis ingår i släktet Planchonella och familjen Sapotaceae. Inga underarter finns listade i Catalogue of Life.